# Bickenhill
Bickenhill est un village situé dans la paroisse civile de Bickenhill et Marston Green, dans le district métropolitain de Solihull, dans les West Midlands. Il se trouve dans le comté historique du Warwickshire. La paroisse qui comprend le village compte 7 432 habitants lors du recensement de 2021.